# Young Blood (UFO)
Young Blood è un singolo del gruppo musicale inglese UFO. Fu pubblicato nel 1980, in due edizioni: nella prima il disco in vinile era di colore nero, nell'altra era rosso. È arrivato al 36º posto nella Official Singles Chart.

## Tracce
Lato A
1. Young Blood – 3:07

Lato B
1. Lights Out – 4:26